# El amor es un extraño juego
El amor es un extraño juego (La Chamade) es una película francesa realizado por Alain Cavalier y estrenada en 1968, adaptación de la novela homónima de Françoise Sagan, publicada en 1965.

## Sinopsis
Lucile es joven, guapa y ama vivir libremente en un marco lujoso, gracias su pareja Charles, un rico industrial mayor que la acompaña al cine, el teatro, los cabarets, los viajes, las estancias en Saint-Tropez, las cenas mundanas del París de finales de los años 1960.
Antoine, joven al que conoce una noche por casualidad, va a encarnar para ella la belleza física y el deseo, la atracción física, pero también los problemas de un hombre que malvive en la ciudad. Antoine no acepta la naturaleza caprichosa y hedonista de Lucile, que no quiere atarse a nada ni a nadie, solo disfrutar el momento y ser amada. Antoine poco a poco se distancia de ella, por lo que Lucile vuelve a salir con Charles, que no le exige nada y con el que la vida no es sino lujo y despreocupación.

## Ficha técnica
- Título : La Chamade
- Realización : Alain Cavalier, asistido de Florence Malraux y Jean-François Stévenin
- Guion : Alain Cavalier y Françoise Sagan, según la novela homónima de Sagan.
- Decoraciones : Jacques Dugied
- Disfraces : Yves Saint Laurent (para Catherine Deneuve), Arlette Nastat (para Irène Tunc)
- Fotografía : Pierre Lhomme
- Sonido : Jacques Maumont
- Montaje : Pierre Gillette
- Scripte : Élisabeth Rappeneau
- Música : Maurice El Roux
- Producción : Georges Dancigers, Alexandre Mnouchkine, Alberto Grimaldi
- Sociedades de producción : Las Películas Ariane, United Artists (París) - Produzioni Europee Associati (Roma)
- Sociedad de distribución : United Artists
- País de origen :   Francia,  Italia Francia
- Lengua original : francés
- Formato : Color (Eastmancolor) - 35 mm - 1,66:1 - su mono
- Género : comedia romántica
- Duración : 105 minutos
- Data de salida : 30 de octubre de 1968

## Reparto
- Catherine Deneuve : Lucile, 25 años, la guapa y joven maestra de Charles
- Michel Piccoli : Charles, un rico hombre de asuntos, su amante
- Roger Van Hool : Antoine, un chico de la edad de Lucile, cuya cae enamorada
- Jacques Sereys : Johnny
- Amidou : Étienne
- Irène Tunc : Diane
- Filipina Pascal : Claire
- Monique Lejeune : Marianne
- Jean-Pierre Castaldi : el dragueur del aeropuerto
- Jean-François Stévenin : el joven al pull azul, en el bistró
- Louise Rioton : Pauline, la servidora
- Christiane Lasquin : Madeleine
- Matt Carney : Destret, el Americano